# Four Seasons Hotel Philadelphia
El Four Seasons Hotel Philadelphia, oficialmente Four Seasons Hotel Philadelphia en Comcast Center, es un hotel de lujo en Filadelfia que forma parte del grupo Four Seasons Hotels and Resorts.

## Historia y especificaciones
El hotel está en los pisos 48 a 56 del Comcast Technology Center con un vestíbulo y un restaurante en el piso 60. El alojamiento incluye 219 habitaciones, 39 de ellas suites. El hotel también cuenta con una piscina infinita y un spa.
El edificio que contiene el hotel también incluye estudios de televisión, restaurantes, un centro comercial y un estacionamiento. El proyecto completo contiene alrededor de 1 566 000 pies cuadrados (145 486,1 m²).
Estuvo anteriormente en Logan Circle, donde estuvo durante más de 30 años. Su ubicación anterior es ahora The Logan Hotel. El nuevo Four Seasons Hotel abrió en el Comcast Technology Center en agosto de 2019. 
El 7 de noviembre de 2020, el Four Seasons Hotel Philadelphia pudo haber sido confundido por la campaña presidencial de Donald Trump 2020 con Four Seasons Total Landscaping, un negocio de paisajismo en las afueras de la ciudad que organizó una conferencia de prensa para la campaña de Trump. Esto resultó en una explosión de publicidad tanto para el hotel como para el negocio de paisajismo.